# Currie Cup 1899
La Currie Cup de 1899 fue la sexta edición del principal torneo de rugby provincial de Sudáfrica.
Se disputó en la ciudad de Kimberley, entre cuatro seleccionados provinciales, resultando campeón el equipo de Griqualand West.
Los equipos de Western Province y Transvaal no participaron debido a las Guerras de los Bóeres.

## Sistema de disputa
El torneo se disputó en formato liga donde cada equipo se enfrentó a los equipos restantes, obteniendo 2 puntos por victoria, 1 por empate y 0 por la derrota.

## Clasificación
| Pos. | Equipo           | Encuentros | Encuentros | Encuentros | Encuentros | Tantos | Tantos | Tantos | Puntos |
| Pos. | Equipo           | PJ         | PG         | PE         | PP         | F      | C      | Dif    | Puntos |
| ---- | ---------------- | ---------- | ---------- | ---------- | ---------- | ------ | ------ | ------ | ------ |
| 1.º  | Griqualand West  | 3          | 2          | 1          | 0          | 14     | 3      | +11    | 5      |
| 2.º  | Eastern Province | 3          | 2          | 0          | 1          | 20     | 20     | 0      | 4      |
| 3.º  | Rhodesia         | 3          | 1          | 1          | 1          | 12     | 11     | +1     | 3      |
| 4.º  | Border           | 3          | 0          | 0          | 3          | 11     | 23     | -12    | 0      |

## Campeón
| Campeón Griqualand West |
| Primer título           |